# Lente (Chirojeugd)

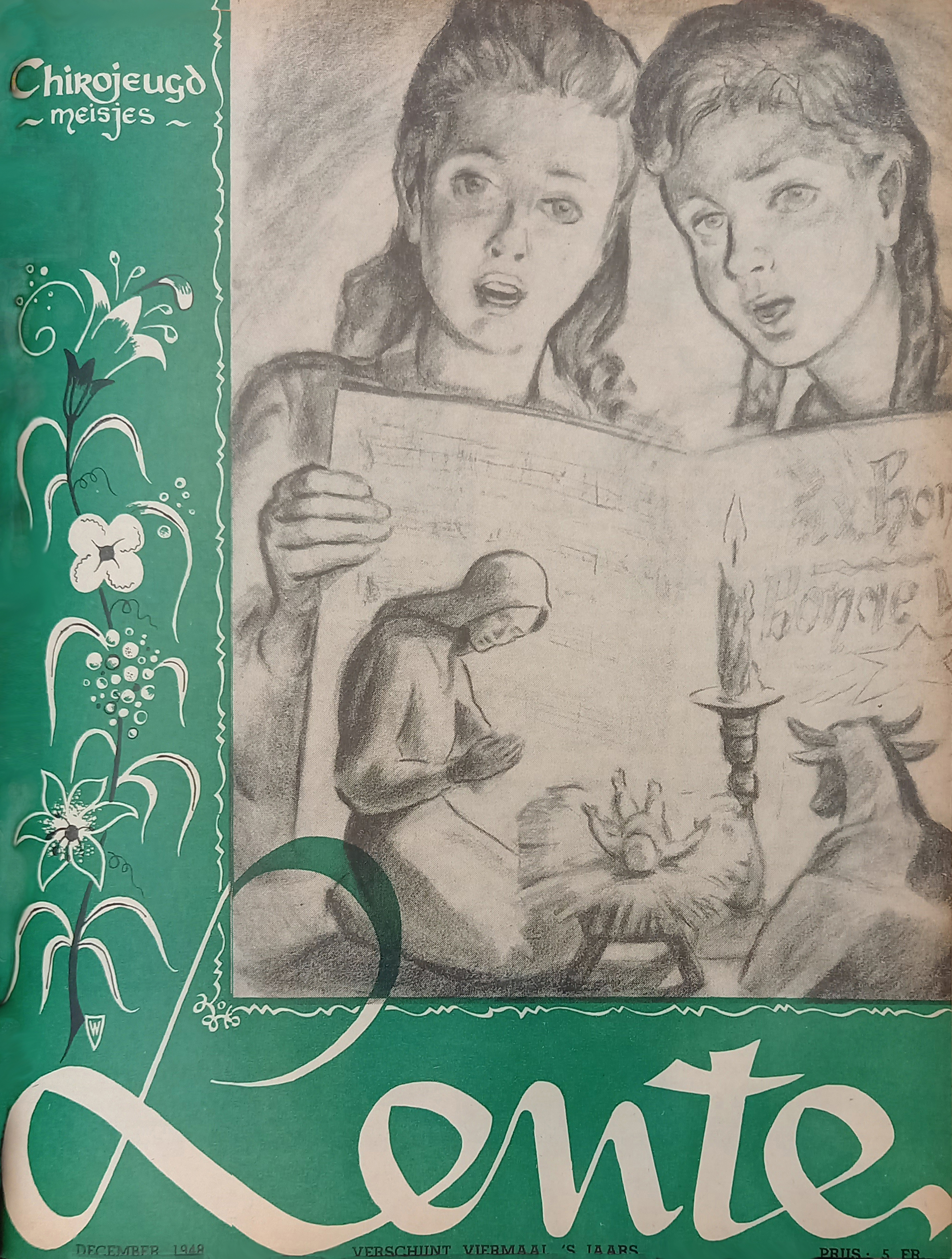
Lente uit december 1948

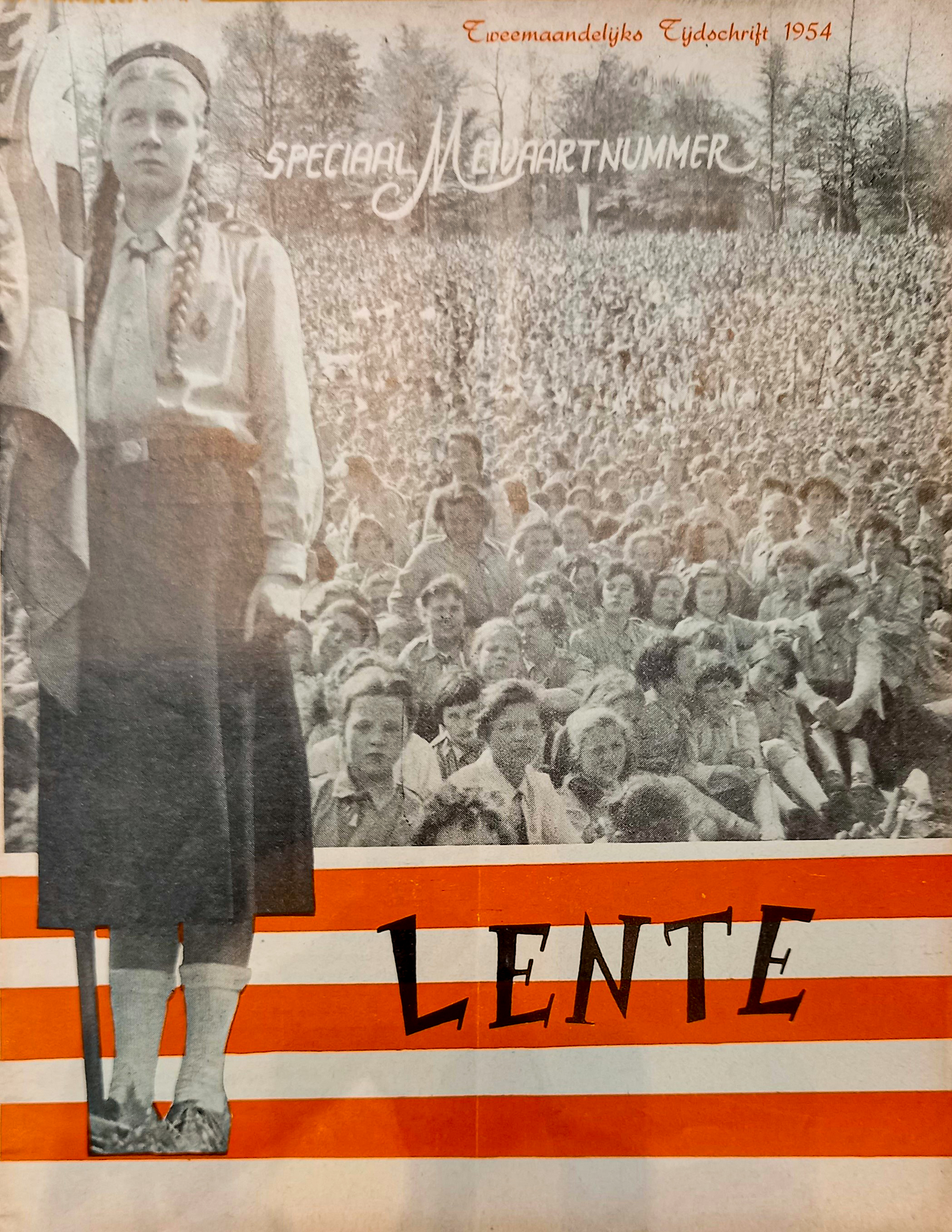
Meivaartnummer 1954

Lente was het nationaal ledenblad van Chirojeugd Vlaanderen voor meisjes dat verscheen van 1948 tot 1970.
Het tijdschrift Lente, het allereerste ledenblad voor meisjes van Chiro, werd voor het eerst gedrukt in september 1948. Het verscheen aanvankelijk viermaal per jaar, werd later tweemaandelijks uitgegeven en vanaf 1959 maandelijks. Er werd veel zorg besteed aan de opmaak van het tijdschrift, dat in twee kleuren werd gedrukt. Veel van de voorpagina's en illustraties waren het werk van Rik Jansseune.  
Lente was, samen met het jongenstijdschrift Trouw, het resultaat van de naoorlogse vernieuwing en de opkomst van de Chirojeugd in Vlaanderen. Het blad was bedoeld voor de eigen leden en had aanvankelijk een uitgesproken bezielingsfunctie. De centrale thema's waren de belijdenis, de Christus-Koningthematiek en Maria, of de Burchtgravinne zoals het bij de Chiro genoemd werd. Daarnaast diende Lente als propagandablad en er werden jaarlijks speciale propagandanummers samengesteld, die de toenmalige patronaten aanmoedigden om huis-aan-huis te verkopen.
Mia Van Audenaerde was de eerste redactieverantwoordelijke en werd opgevolgd door Maria De Ruysser. Naarmate Lente evolueerde tot een maandblad, werden de onderwerpen breder en gevarieerder. Jarenlang werd het voorwoord geschreven door verbondsproost Bert Peeters. Er werden enkele bekende jeugdschrijvers aangetrokken om kortverhalen te schrijven, waaronder Cor Ria Leemans, met vervolgverhalen zoals Rome bloedt, Hendrik Jaspers, Jos Joossens, Maria Rosseels, Jan Geenen en T. Lindekruis. Vaste rubrieken werden ondertekend door Stormvogel, Geertrui, Adelheid, Zephyr, Berggids en Joke Snuffelbol.
Naar aanleiding van de Nationale Meivaart van 1954 verscheen een nummer dat volledig aan deze activiteit gewijd was. In juni 1958 verscheen een speciaal nummer dat de nationale Lourdes Hooglandtocht toelichtte. 
In 1970 stopte het blad en startten de ledenbladen Joepie, Toptip en Krokant die zowel op meisjes als jongens gericht waren.